# NGC 5531
NGC 5531 este o galaxie lenticulară situată în constelația Boarul. A fost descoperită în 7 februarie 1862 de către Heinrich Louis d'Arrest.